# أرسيني بوندارينكو
أرسيني بوندارينكو (بالروسية: Бондаренко, Арсений Игоревич)‏ هو لاعب كرة قدم بيلاروسي في مركز الدفاع، ولد في 9 أكتوبر 1995 في مينسك في بيلاروس. شارك مع منتخب روسيا البيضاء تحت 17 سنة لكرة القدم ومنتخب روسيا البيضاء تحت 19 سنة لكرة القدم ومنتخب بيلاروسيا تحت 21 سنة لكرة القدم. أما مع النوادي، فقد لعب مع توربيدو جودينو ودينامو مينسك ونادي غوميل.

## وصلات خارجية
- أرسيني بوندارينكو على موقع قاعدة بيانات كرة القدم.إي يو (الإنجليزية)
- أرسيني بوندارينكو على موقع Soccerway.com (الإنجليزية)